# داوید گاردینر
داوید گاردینر (اسپانیایی: David Gardiner‎؛ زادهٔ ۱۱ فوریهٔ ۱۹۵۷) بازیکن فوتبال اهل گواتمالا بود.
وی همچنین در تیم ملی فوتبال گواتمالا بازی کرده است.